# 金文同
金文同，甘肅省蘭州府皋蘭縣人，清朝政治人物、進士出身。
光緒六年（1880年），参加庚辰科殿試，登進士二甲第112名。同年五月，著分部學習。